# Alfaetiltriptamina
La alfaetiltriptamina (α-etiltriptamina), también conocida como αET, AET, etriptamina y "Monase" (su marca comercial original), es un estimulante psicodélico, y entactógeno de la clase química de las triptaminas.

## Nombres vulgares
- Love Pearls
- Love Pills
- Trips

## Historia
La alfaetiltriptamina fue un prometedor antidepresivo, explorado clínicamente como sal de acetato por el laboratorio farmacéutico Upjohn bajo el nombre de Monase. Se retiró del uso potencial comercial con fecha efectiva del 9 de abril de 1962, tras la aparición de una incidencia inaceptable de una condición médica conocida como agranulocitosis.

## Farmacología
La alfaetiltriptamina es un inhibidor de la monoaminooxidasa, sin embargo, su actividad estimulante central parece derivarse de su relación estructural con los psicodélicos indólicos. Esta sustancia se ha utilizado durante décadas. Posee similitudes con la DMT en su química y acciones farmacológicas. Se fiscalizó internacionalmente debido a que algunos de sus efectos son una reminiscencia de la MDMA.

## Efectos
Un investigador que utilizó la alfaetiltriptamina informó sensaciones agradables de energía y satisfacción. A medida que la dosis se incrementa, también aumenta la euforia y el placer sensual de actividades tales como la alimentación, la música y el sexo. No se informaron de alucinaciones.

## Tolerancia
Sí existe tolerancia a la alfaetiltriptamina. Algunos abusadores de opiáceos, tratando de romper su adicción, han usado la alfaetiltriptamina para aliviar los síntomas de abstinencia a los opiáceos.

## Toxicidad
Los síntomas de intoxicación pueden parecerse a los de las anfetaminas y los análisis de orina para la anfetamina también puede recoger alfaetiltriptamina. Cuando la alfaetiltriptamina se le proporcionó a ratas, de alguna manera respondían como si habían recibido anfetaminas o MDMA.